# Black Box (groupe)
Pour les articles homonymes, voir Black Box.
Black Box est un groupe italien de musique électronique. Le groupe est composé du DJ Daniele Davoli, du professeur de clarinette de formation classique Valerio Semplici, du claviériste et musicien électronique Mirko Limoni, et de la chanteuse Celestine Walcott-Gordon.
La mannequin française Katrin Quinol rejoint le groupe en 1989 et devient le visage officiel de Black Box, apparaissant sur la couverture de leurs singles et albums ainsi que dans des clips, y compris le tube Ride on Time, qui est le single le plus vendu en 1989 au Royaume-Uni. L'année suivante, il est révélé que Quinol faisait de la synchronisation labiale et n'avait pas participé à l'enregistrement. La chanteuse américaine Martha Wash a interprété la majorité des chansons du premier album du groupe, Dreamland, tout en n'étant pas créditée.

## Histoire

### Débuts et succès
Black Box est formé par Daniele Davoli (aussi connu sous le nom de DJ Lelewel), Valerio Semplici (clarinettiste) et Mirko Limoni (synthétiseur), créateurs du label Groove Groove Melody. Avant Black Box, ils sont entre autres à l'origine des projets Starlight (Numero uno) et The Mixmaster (Grand piano).  
Ils recrutent Catherine Quinol (alias Katrin), top-modèle française, guadeloupéenne, pour les vocaux mais en réalité c'est Martha Wash (chanteuse des Weather Girls (It's Raining Men, ...) et C+C Music Factory entre autres) qui chante sur tous les titres du premier album entre 1989 et 1992, excepté sur la première version de Ride on Time (disque d'argent en France pour avoir écoulé plus de 200 000 exemplaires) dont les samples sont issus du titre Love Sensation de Loleatta Holloway, et utilisés sans autorisation ce qui leur vaudra un procès et une réinterprétation du titre par Heather Small (chanteuse du groupe M People du même label). On peut donc trouver 2 versions de Ride on Time selon l'année de pressage du disque. Ils produisent et remixent parallèlement d'autres titres, comme Lonnie Gordon (Gonna Catch You) avec l'album Bad Mood et Bit Machine featuring Karen Jones.
À partir de 1993 pour le deuxième album Positive Vibration, c'est Charvoni qui devient la chanteuse officielle (chanteuse également du groupe Brothers in Rhythm). C'est Charvoni qui interprètera en live (sans playback) le remix 1994 de Ride on Time et Not Anyone au concert Dance Machine 4. Après 1997, les seules éditions ne seront plus que plusieurs séries de remixes de leurs 3 premiers titres.

### Depuis 2003
En 2005, un groupe homonyme sort le titre You Got the Love, une reprise de Candi Staton. En 2008, Benny Benassi remixe leur chanson Everybody. La chanson est présente sur son album Rock 'n' Rave. En 2010, pour leurs vingt ans d'existence, le groupe décide de partir en tournée des clubs avec Charvoni Woodson qui chante sans playback. Ils feront une apparition télévisée en live dans l'émission Good Morning Australia avec le tube Ride on Time mixé à la fin avec I Don't Know Anybody Else.
Le groupe est de retour en 2017 avec 2 titres : A Positive Vibration et I've Got the Vibration. En 2018, le groupe sort Superbest, un album de grands succès compilé par Daniele Davoli, qui propose 18 titres remastérisés du groupe, dans les versions ou remixes qui les ont rendus célèbres, mais avec des modifications. La compilation contient un nouveau titre Everyone Will Follow, interprété par Celestine,,.
En 2020 et 2021, pour les 30 ans de l'album Dreamland, le groupe sort un par un des versions inédites des titres de l'album. Il s'agit des mêmes chansons, mais dans un habillage complètement différent, qui correspond au son actuel du trio. Les premiers titres à être révélés sont Open Your Eyes et Hold On

## Discographie

### Albums studio
| Titre                                                               | Détails                                                                | Meilleure position | Meilleure position | Meilleure position | Meilleure position | Meilleure position | Meilleure position | Meilleure position | Meilleure position | Meilleure position | Meilleure position | Certifications                                             |
| Titre                                                               | Détails                                                                | AUS                | CAN                | FRA                | ALL                | N-Z                | NOR                | SUE                | SUI                | R.-U               | US                 | Certifications                                             |
| ------------------------------------------------------------------- | ---------------------------------------------------------------------- | ------------------ | ------------------ | ------------------ | ------------------ | ------------------ | ------------------ | ------------------ | ------------------ | ------------------ | ------------------ | ---------------------------------------------------------- |
| Dreamland                                                           | - Sortie : 8 mai 1990 - Label : RCA - Formats : CD, LP, cassette       | 1                  | 18                 | 35                 | 36                 | 4                  | 8                  | 15                 | 9                  | 14                 | 56                 | - ARIA : Platine - BPI : Or - MC : 2 × Platine - RIAA : Or |
| Positive Vibration                                                  | - Sortie : 23 août 1995 - Label : Clubstitute - Formats : CD, cassette | —                  | —                  | —                  | —                  | —                  | —                  | —                  | —                  | —                  | —                  |                                                            |
| « — » indique que le single n'est pas sorti ou classé dans le pays. |                                                                        |                    |                    |                    |                    |                    |                    |                    |                    |                    |                    |                                                            |

### Éditions spéciales
- 1990 : Fantasy (édition allemande de Dreamland)
- 1990 : 2+2 (édité uniquement en France)

### Albums de remixes
- 1990 : Remixland
- 1991 : Mixed Up!

### Compilations
- 1998 : Strike It Up: The Best of Black Box
- 1998 : Hits and Mixes
- 2018 : Superbest

### Singles
- 1989 : Ride on Time (#1 UK, #1 Irlande, #2 Australie, #5 Allemagne), sample Love Sensation de Loleatta Holloway
- 1989 : Megamix : Ride on Time / Magic Atto II (édité uniquement en France)
- 1990 : I Don't Know Anybody Else (#2 Irlande, #4 Royaume-Uni, #6 Australie, #12 Allemagne, #23 US), sample Love Sensation de Loleatta Holloway
- 1990 : Everybody Everybody (#6 Irlande, #8 US, #16 Royaume-Uni, #35 Australie, #41 Allemagne)
- 1990 : Fantasy / Get Down (#3 Irlande, #3 Australie, #5 Royaume-Uni, #16 Allemagne), reprise du titre de Earth, Wind and Fire
- 1990 : Megamix / The Total Mix (#10 Irlande, #12 Royaume-Uni, #24 Australie, #33 Allemagne)
- 1991 : Bright on Time
- 1991 : Strike It Up (#16 Royaume-Uni, #8 Irlande, #8 US, #26 Allemagne)
- 1991 : Open Your Eyes (#48 Royaume-Uni, #44 Allemagne)
- 1992 : Hold On
- 1993 : Rockin´ To The Music (#39 Royaume-Uni)
- 1994 : Bright On Time - The Ride on Time 1994 Remixes
- 1994 : Not Anyone (#31 Royaume-Uni)
- 1995 : A Positive Vibration
- 1995 : I Got The Vibration
- 1997 : Native New Yorker (#46 Royaume-Uni) (reprise du titre de Odyssey)
- 1997 : Fall Into My Love (white label uniquement)
- 1999 : Bright on Time - Ride on Time 1999 Remixes
- 2002 : Everybody Everybody 2002 (white label uniquement)
- 2003 : Ride on Time 2003
- 2007 : Everybody Everybody (2007 and 2008 Remixes)
- 2008 : I Don't Know Anybody Else 2008 (white label uniquement)
- 2009 : Ride on Time (20th Anniversary Mix)
- 2018 : Everyone Will Follow
- 2020 : Open Your Eyes
- 2021 : Hold on